# Joana d'Orleans
Per altres significats vegeu: Joana d'Arc la donzella d'Orleans.
Joana d'Orleans fou una princesa francesa (+ 1520 als 58 anys) filla de Joan II d'Orleans (1400 o 1404-1467) i de Margarita de Rohan (1412-1497).
Es va casar el 1480 amb Carles Francesc de Coetivy, comte de Taillebourg (nascut el 1459, mort en data desconeguda). Era tia del rei Francesc I i quan aquest va pujar al tron el 1515 li va concedir el ducat de Valois que fins llavors havia posseït ell mateix. Joana va tenir una sola filla, Lluïsa de Coetivy, morta vers 1553 que no va heretar el ducat que el rei va donar després de la mort de Joana el 1520 a Maria de Luxemburg comtessa vídua de Francesc de Borbó-Vendôme (1477-1495, nascut 1470) i usufructuària dels seus béns, la qual administrava el comtat de Vendôme (des de 1514 ducat de Vendôme) per compte del seu fill Carles IV de Borbó, duc de Vendôme des de 1495 i Borbó des de 1527, mort el 1537.